# Membracis robiginosa
Membracis robiginosa är en insektsart som beskrevs av Richter. Membracis robiginosa ingår i släktet Membracis och familjen hornstritar. Inga underarter finns listade i Catalogue of Life.